# La Transición
La Transición va ser una sèrie-documental emesa per Televisió Espanyola, que narra el període denominat Transició espanyola, comprès entre 1973 i 1977.

## Argument
La sèrie s'inicia amb el relat de l'assassinat del president del Govern Luis Carrero Blanco a les mans de ETA el 20 de desembre de 1973 i finalitza amb les primeres eleccions democràtiques el 15 de juny de 1977.
A manera de documental històric i amb la veu en off de Victoria Prego es van desgranant els principals esdeveniments polítics del període d'adaptació a Espanya de la dictadura a la democràcia, tals com la mort del general Franco, la coronació de Joan Carles I, l'aprovació de la Llei per a la reforma política o la legalització del Partit Comunista d'Espanya.
A més, es va comptar amb el testimoniatge d'alguns dels principals actors polítics de l'època, com Felipe González, Manuel Fraga, Santiago Carrillo, Manuel Gutiérrez Mellado, Alfonso Osorio, el Cardenal Tarancón o Rodolfo Martín Villa.
La sèrie es va emetre dos anys després d'haver estat gravada.

## Fitxa tècnica
- Direcció i realització: Elías Andrés.
- Subdirecció, Guió i Locució: Victoria Prego.
- Producció Executiva: Alejandro Cabrero.
- Producció: Itziar Aldasoro.
- Muntatge de vídeo: José Luis San Martín i Carlos Bragado.
- Música: Luis Delgado.

## Documentació
Per a la realització de la sèrie es va comptar amb material audiovisual dels arxius de la Filmoteca Espanyola, RTVE, No-Do, Euskal Telebista, TV3, BBC, ZDF, RAI, Fundació Largo Caballero i Fundació Pablo Iglesias, entre altres institucions. Entre les aportacions privades, és important no oblidar la documentació aportada en aquells dies el corresponsal de la televisió pública alemanya ZDF Michael Vermehren i el seu càmera Peter Schumann.

## Pressupost
La producció de la sèrie va aconseguir la xifra de 80 milions de pessetes.

## Llista d'episodis - Data d'emisió
1. El asesinato de Carrero Blanco —23 de juliol de 1995
2. El espíritu del 12 de febrero — 30 de juliol de 1995
3. La revolución de los claveles - 6 d'agost de 1995
4. El fín del aperturismo — 13 d'agost de 1995
5. La llegada de Felipe - 20 d'agost de 1995
6. La muerte de Franco - 27 d'agost de 1995
7. Juan Carlos I, rey de España - 3 de setembre de 1995
8. El primer gobierno de la monarquía - 10 de setembre de 1995
9. La dimisión de Arias Navarro - 17 de setembre de 1995
10. La presidencia de Adolfo Suárez - 24 de setembre de 1995
11. El último pleno de las cortes franquistas - 1 d'octubre de 1995
12. El referendum para la reforma - 8 d'octubre de 1995
13. Las primeras Cortes democráticas - 15 d'octubre de 1995